# Tancred (naam)
Tancred of Tankred (Italiaans: Tancredi, Latijn: Tancredus) is een jongensnaam van Germaanse oorsprong. De naam is opgebouwd uit de woorden thank- ("gedachte") en -rad ("raad") en betekent "weldoordacht advies". De naam werd met name gebruikt door de Vikingen tijdens de hoge middeleeuwen en wordt met name verbonden aan het Italiaanse Huis Hauteville. Tegenwoordig wordt de naam nog nauwelijks gebruikt. Beroemde historische personen met deze naam zijn:
- Gebicca, vierde, begin vijfde eeuw, koning van de Bourgonden, Tankred in de Nibelungensage.
- Tancred van Galilea (1072-1112), 'van Tiberias'/'de Kruisvaarder', leider van de Eerste Kruistocht en prins van Galilea
- Tancred van Hauteville (?-1041), Normandisch edelman en avonturier
- Tancred van Sicilië (1130-1194), 'van Lecce', koning van Sicilië